# Antihistaminikum
Ein Antihistaminikum, auch Histamin-Rezeptorblocker oder Histamin-Rezeptorantagonist, ist ein Wirkstoff, der die Wirkung des körpereigenen Botenstoffs Histamin abschwächt oder aufhebt, indem er Histamin-Rezeptoren blockiert (Antagonismus) oder ihre Rezeptoraktivität noch unter die Basalaktivität senkt (inverser Agonismus). Antihistaminika werden entsprechend ihrer Selektivität für die vier verschiedenen Histaminrezeptoren in H1-, H2-, H3- und H4-Antihistaminika unterteilt. Lediglich die H1- und H2-Antihistaminika werden insbesondere zur Behandlung von Allergien bzw. gegen Magenschleimhautentzündung eingesetzt.
Die ersten Antihistaminika wurden von Ernest Fourneau, Daniel Bovet und Anne-Marie Staub am Institut Pasteur in den 1930er Jahren entdeckt (Thymolethyldiethylamin, 1937). Staub prägte 1939 den Ausdruck „Antihistamine“ für die Antagonisten der anaphylaktischen bzw. allergischen Reaktionen, da diese den Wirkungen der Histamins ähneln. Mit Phenbenzamin (Antergan) wurde das erste therapeutisch eingesetzte Antihistaminikum 1942 von Bernard Halpern auf Basis der vorangegangenen Entwicklungsarbeiten am Institut Pasteur bei Rhône-Poulenc entwickelt.
Antihistaminika spielten eine wichtige Rolle in der Entwicklung der ersten Neuroleptika.
Überdosierungen können durch Gabe von Physostigmin behandelt werden.

## H1-Antihistaminika
H1-Antihistaminika hemmen die über H1-Rezeptoren vermittelten Histaminwirkungen. Das wichtigste Anwendungsgebiet der H1-Antihistaminika ist die Behandlung allergischer Beschwerden, wie Hautrötung, Juckreiz, Konjunktivitis und Rhinitis. Sie besitzen ein unterschiedlich stark ausgeprägtes Vermögen, die Blut-Hirn-Schranke zu passieren (ZNS-Gängigkeit), und zeigen somit ein unterschiedliches Spektrum zusätzlicher zentralnervöser Wirkungen und Nebenwirkungen. H1-Antihistaminika werden in Präparate der ersten, der zweiten und bisweilen der dritten Generation unterteilt, wobei sich die H1-Antihistaminika der ersten einerseits und zweiten und dritten Generation andererseits im Wesentlichen durch ihre ZNS-Gängigkeit unterscheiden.

### H1-Antihistaminika der ersten Generation
H1-Antihistaminika der ersten Generation sind seit den 1930er-Jahren bekannt. Gemessen an der Anzahl therapeutisch genutzter Substanzen ist die Wirkung am H1-Rezeptor gleichauf mit dem Glucocorticoidrezeptor das pharmakologisch wichtigste Ziel (Target). Neben der hemmenden Wirkung auf H1-Rezeptoren besitzen einige Vertreter auch eine antagonistische Wirkung an Muskarin-Rezeptoren (z. B. Diphenhydramin), Dopamin-Rezeptoren (z. B. Promethazin) oder Serotonin-Rezeptoren (z. B. Promethazin). H1-Antihistaminika der ersten Generation besitzen meist eine gute ZNS-Gängigkeit. Auf diese Weise hemmen sie auch die Effekte des Histamins an H1-Rezeptoren im Zentralnervensystem (z. B. Erbrechen, Erwachen).
Viele der charakteristischen Nebenwirkungen der H1-Antihistaminika der ersten Generation, zu denen auch Dimenhydrinat gehört, wie z. B. die sedierende Wirkung oder Gewichtszunahme, sind auf die ZNS-Gängigkeit der Substanzen und/oder deren unzureichende Selektivität zurückzuführen. Da neuere H1-Antihistaminika zur Verfügung stehen, welche die Blut-Hirn-Schranke nicht passieren, besitzen H1-Antihistaminika der ersten Generation eine vergleichsweise geringe Bedeutung als orale Antiallergika. Dafür werden sie vorwiegend äußerlich (Salben, Nasensprays, Augentropfen) angewendet. Unter Ausnutzung der zentralnervösen Effekte finden H1-Antihistaminika der ersten Generation heute insbesondere als Antiemetika zur Behandlung der Reisekrankheit und als Schlafmittel Anwendung. Ihre niedrig dosierte Anwendung mit Analgetika in Kombinationspräparaten gegen grippale Infekte ist jedoch umstritten.
- Ethylendiamine: Mepyramin (Pyrilamin), Tripelennamin (Pyribenzamin), Antazolin
- Ethanolamine: Diphenhydramin, Carbinoxamin, Doxylamin, Clemastin
- Alkylamine: Pheniramin, Chlorphenamin (Chlorpheniramin), Dexchlorphenamin, Brompheniramin, Triprolidin, Dimetinden, Bamipin
- Piperazine: Hydroxyzin, Meclozin, Cyclizin
- Trizyklische Antihistaminika: Promethazin, Alimemazin (Trimeprazin, früher auch zur Prämedikation von Kindern verwendet[5][6]), Cyproheptadin, Azatadin, Latrepirdin, Dixyrazin

### H1-Antihistaminika der zweiten Generation
Die H1-Antihistaminika der zweiten Generation unterscheiden sich von denen der ersten Generation im Wesentlichen durch schlechtere bis fehlende ZNS-Gängigkeit. Sie gelten daher als Antiallergika ohne nennenswerte sedierende Eigenschaften. Obgleich das Ziel der Entwicklung der H1-Antihistaminika der zweiten Generation war, Antiallergika mit weniger Nebenwirkungen zu schaffen, wurden einige Vertreter (Astemizol und teilweise in Deutschland Terfenadin) wegen der Erzeugung schwerer Herzrhythmusstörungen (bedingt etwa durch eine QTc-Zeit-Verlängerung) vom Markt genommen. Teilweise kann es bei einzelnen topischen Antihistaminika zu Geschmacksstörungen kommen.
- Für den systemischen Einsatz:  Acrivastin, Astemizol, Cetirizin, Ebastin, Loratadin, Mizolastin, Terfenadin
- Für den topischen (örtlichen) Einsatz: Azelastin, Levocabastin, Olopatadin, Epinastin, Emedastin

### "Dritte Generation"
Als Weiterentwicklungen der H1-Antihistaminika der zweiten Generation werden Levocetirizin, Desloratadin, Fexofenadin, Rupatadin und Bilastin bisweilen als H1-Antihistaminika der dritten Generation bezeichnet. Allerdings sind dies Bezeichnungen aus dem Bereich des Marketings, pharmakologisch zählen sie zur zweiten Generation mit den Leitsubstanzen Cetirizin und Loratadin. Sie sind das aktive Enantiomer von Cetirizin (Levocetirizin) bzw. die aktiven Metabolite von Loratadin (Desloratadin) und Terfenadin (Fexofenadin). Während die Entwicklung des Fexofenadins mit einem Gewinn an therapeutischer Sicherheit gegenüber Terfenadin verbunden war (verringertes Risiko von Herz-Rhythmus-Störungen), besitzen Levocetirizin und Desloratadin gegenüber Cetirizin und Loratadin kaum therapeutische Vorteile. Rupatadin besitzt zusätzlich PAF-antagonistische Eigenschaften, die in der Spätphase allergischer Reaktionen eine Rolle spielen.

## H2-Antihistaminika
H2-Antihistaminika oder H₂-Rezeptor-Antagonisten sind Arzneistoffe, welche die durch H2-Rezeptoren vermittelte Histaminwirkung hemmen. H2-Rezeptoren können u. a. im Herz, in den Blutgefäßen und insbesondere in der Magenschleimhaut nachgewiesen werden, wo sie für die Produktion der Magensäure mitverantwortlich sind. Deshalb werden sie bei der Therapie von Magen- und Zwölffingerdarmgeschwüren eingesetzt. Ebenso werden sie als Begleittherapie beim Langzeiteinsatz von bestimmten Schmerzmitteln (z. B. Acetylsalicylsäure) verwendet, um das Auftreten von Magen- und Zwölffingerdarmgeschwüren zu reduzieren. Für diese Indikationen haben sie jedoch gegenüber Medikamenten aus der Gruppe der Protonenpumpenhemmer, die ein günstigeres Nutzen-Risiko-Verhältnis besitzen, an Bedeutung verloren.
Die Entwicklung der H2-Antihistaminika begann mit der Entdeckung der H2-Rezeptoren und des H2-Rezeptorantagonisten Burimamid durch James W. Black. Heute finden die H2-Antihistaminika Cimetidin, Famotidin, Nizatidin und Roxatidin therapeutische Anwendung.

## H3-Antihistaminika
H3-Antihistaminika sind Arzneistoffe, welche die Effekte von Histamin an H3-Rezeptoren hemmen. Therapeutische Verwendung finden Betahistin, das durch einen gleichzeitigen Agonismus am H1-Rezeptor gekennzeichnet ist und bei Schwindelanfällen eingesetzt wird und Pitolisant, das zur Behandlung der Narkolepsie zugelassen ist. Weitere Vertreter, wie z. B. Cipralisant, befinden sich in der klinischen Erprobung. H3-Antihistaminika werden als potenzielle Arzneistoffe zur Behandlung des ADHS, der Narkolepsie und der Alzheimer-Krankheit gehandelt.
H3-Antihistaminika: Thioperamid, Clobenpropit, Proxyfan, Ciproxyfan

## H4-Antihistaminika
H4-Antihistaminika sind Substanzen, welche die Effekte von Histamin am H4-Rezeptor hemmen. Da dieser Rezeptor erst im Jahr 2000 entdeckt wurde, stehen bisher nur wenige Antagonisten zur Verfügung (z. B. Thioperamid, Clobenpropit, JNJ7777120). Da dieser Rezeptor an der Chemotaxis von Immun- und Entzündungszellen beteiligt ist, werden H4-Antihistaminika als potenzielle antiinflammatorische Arzneistoffe diskutiert.